# Équipe de Monaco automobile
L'A1 Team Monaco est l'équipe représentant la Monaco dans la compétition automobile d'A1 Grand Prix. Elle participa uniquement à l'ultime championnat de cette série lors de la saison 2008-2009.

## Historique

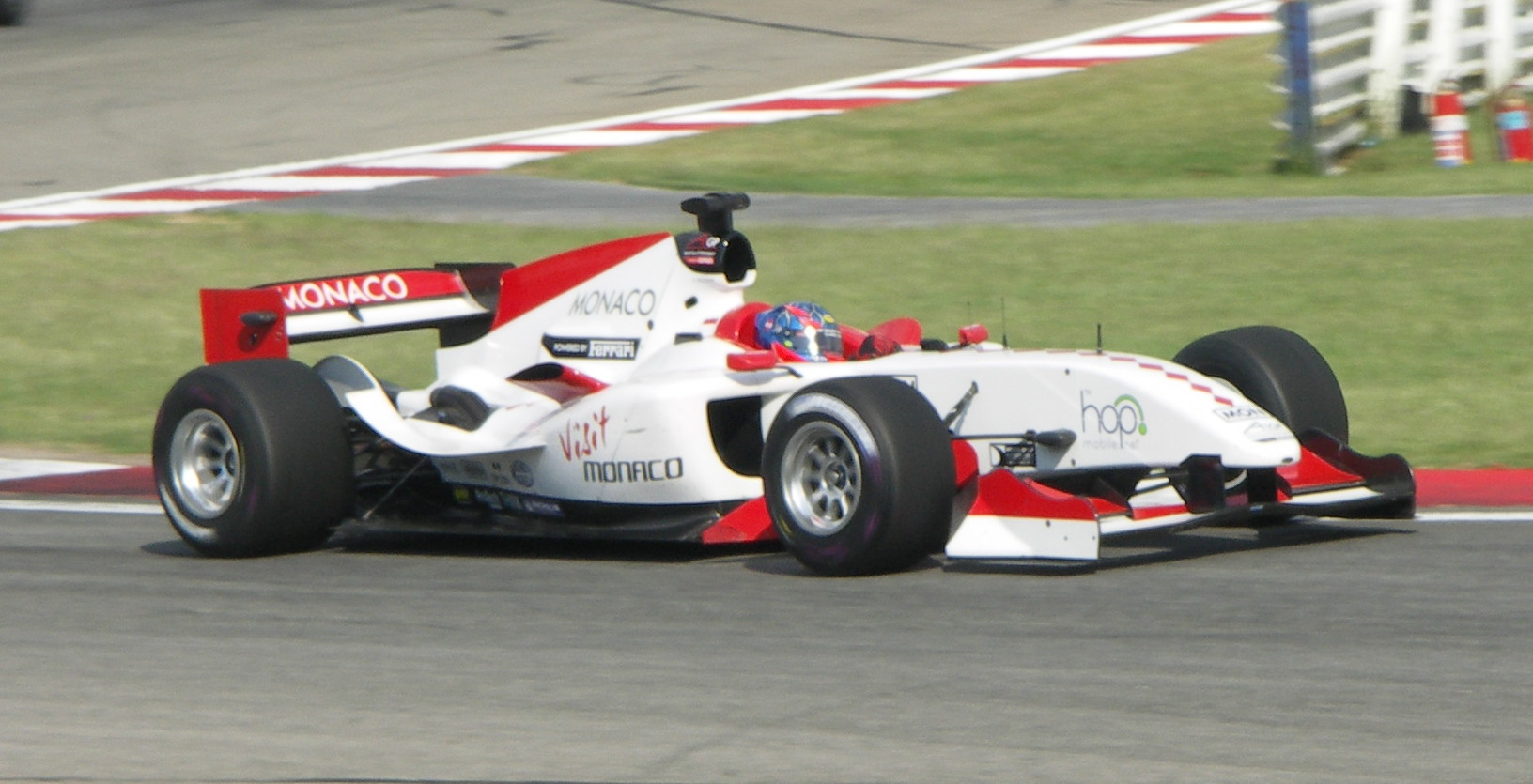
Clivio Piccione représentant Monaco en A1 Grand Prix en 2008.

## Palmarès
- 2008-2009 : 9e avec 35 points